# كارول بورهي
كارول بورهي (مواليد 23 يونيو 1912) هو لاعب كرة قدم. يلعب مع منتخب تشيكوسلوفاكيا لكرة القدم. سبق له أن لعب في كأس العالم لكرة القدم مع منتخب بلاده.

## روابط خارجية
- كارول بورهي على موقع عالم كرة القدم.نت (الإنجليزية)